# Franciszkanie Odnowy

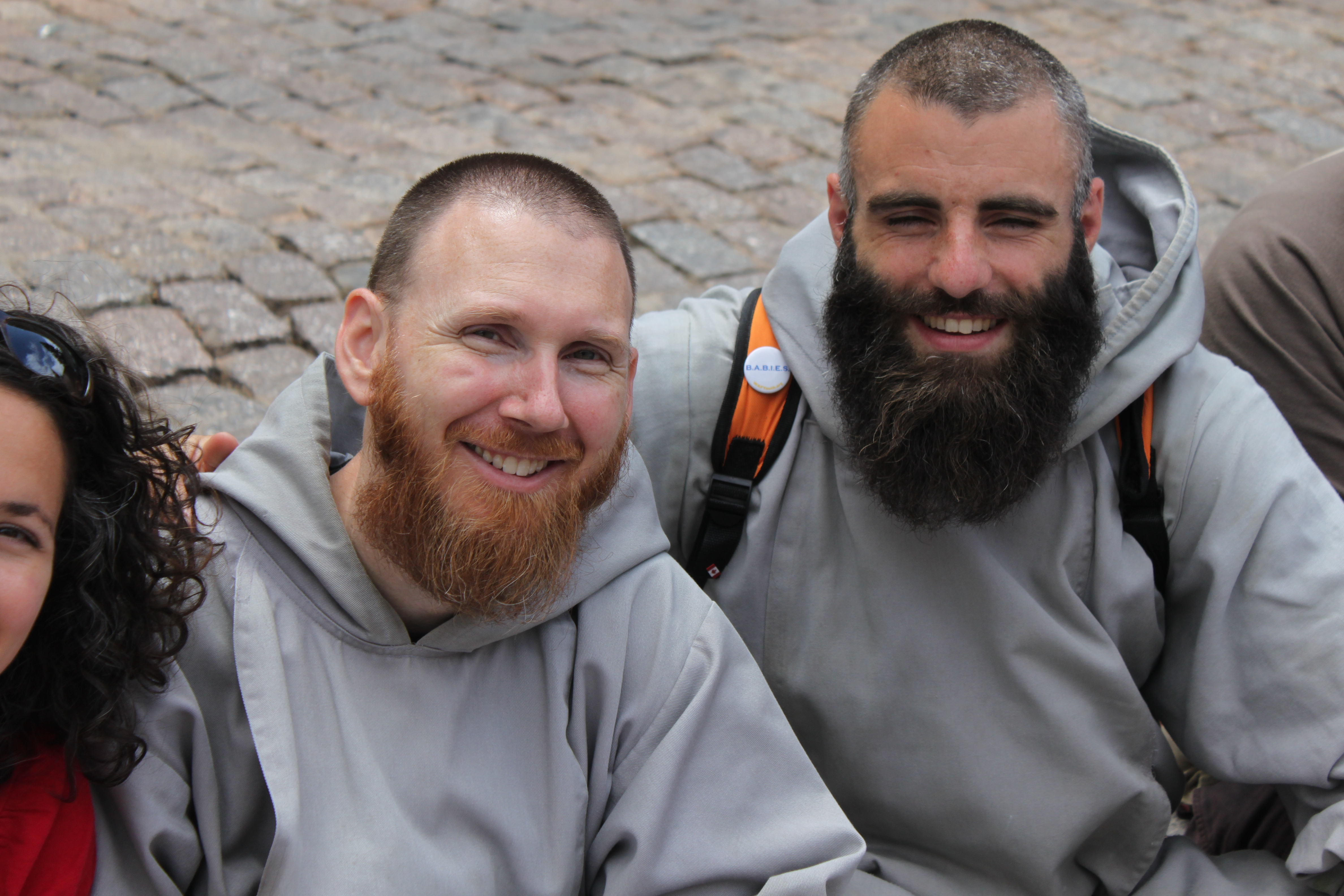
Dwóch Franciszkanów Odnowy na Światowych Dniach Młodzieży 2011

Franciszkanie Odnowy, Wspólnota Franciszkańskich Braci Odnowy (ang. Community of the Franciscan Friars of the Renewal) – zgromadzenie żebracze z rodziny franciszkańskiej. Zostało założone jako klerycki instytut zakonny na prawie diecezjalnym, podległy jurysdykcji arcybiskupa Nowego Jorku. W 2016 roku został zatwierdzony jako instytut życia konsekrowanego na prawie papieskim.
Zgromadzenie zostało założone w 1987 roku przez ośmiu braci kapucynów z prowincji Nowy Jork i New Jersey, w celu dalszej pracy nad zapoczątkowaną w ich zakonie w XVI wieku indywidualną i społeczną reformą Kościoła katolickiego. Wśród założycieli byli między innymi ojciec Benedict Groeschel, ojciec Stan Fortuna – raper wykonujący rap chrześcijański, ojciec Robert Stanion, ojciec Robert Lombardo, ojciec Glen Sudano i ojciec Andrew Apostoli. Formalnie założony w 1990 roku jako Publiczne Stowarzyszenie Wiernych przez kardynała Jana O'Connora. 
Patronką zgromadzenia jest Matka Boża z Guadalupe, patronka nienarodzonych dzieci. Znani w Polsce jako Bracia z Bronxu z powodu ukazania się w Polsce książki autorstwa Luca Adriana o tym samym tytule. Celem założycieli było życie w jak największym ubóstwie i praca wśród ludzi zepchniętych na margines życia społecznego: bezdomnych, narkomanów, przestępców i prostytutek. Dużą wagę zakonnicy przykładają do ratowania życia nienarodzonym dzieciom przez przeciwdziałanie aborcji. 
Wraz z założoną również w 1990 roku wspólnotą Franciszkańskich Sióstr Odnowy, bracia skupiają się na pomocy materialnej najuboższym oraz dynamicznym głoszeniu Słowa Bożego. Prowadzą akcje zbiórek odzieży, spotkania anonimowych alkoholików, program nauczania katechetycznego oraz rozwoju fizycznego młodzieży. Franciszkanie  zyskali rozgłos pisząc list z podziękowaniami dla Mela Gibsona za wyreżyserowanie filmu Pasja. W tym samym liście wyrazili nadzieję, że wkrótce powstanie film o św. Franciszku z Asyżu. 11 września 2001 roku, podczas zamachów na World Trade Center zakonnicy nieśli pomoc poszkodowanym i opiekowali się nimi. Następnego dnia, 12 września grupa zakonników wyruszyła tunelami metra, aby dotrzeć na Manhattan.
Członkowie instytutu  noszą szary habit z kapturem, przepasany sznurem z trzema węzłami symbolizującymi ubóstwo, posłuszeństwo oraz czystość, z przypiętym różańcem oraz sandały. Wielu zakonników nosi długie brody, charakterystyczne dla kapucynów.
Chętni do wstąpienia do zgromadzenia muszą przejść następujące etapy: trwający sześć miesięcy postulat, poprzedzający roczny nowicjat, po którym odbywają się pierwsze proste śluby. Śluby wieczyste odbywają się najwcześniej pięć lat od wstąpienia do zakonu. W tym samym czasie, zakonnicy którzy chcą zostać kapłanami, mogą podjąć studia w St. Joseph's Seminary w Yonkers. Skrót zakonny Franciszkanów Odnowy to CFR.
Instytut jest światową wspólnotą, z klasztorami w Nowym Jorku, Newark, Fort Worth, Albuquerque w Stanach Zjednoczonych Ameryki oraz w Londynie i Bradford w Wielkiej Brytanii, Limerick w Irlandii oraz w Hondurasie i Nikaragui. Członkowie zgromadzenia Franciszkanów Odnowy pochodzą z różnych części świata m.in.: z USA, Kanady, Australii, Korei Południowej, Nowej Zelandii, Wielkiej Brytanii, Irlandii, Francji, Niemiec, RPA, Nigerii, Libanu, Wenezueli, Meksyku, Trynidadu i Tobago, Puerto Rico a także z Polski.